# Luppbode
Die Luppbode ist ein etwa 10 km langer, rechter Zufluss der Bode im Harz in Sachsen-Anhalt.

## Verlauf
Die Luppbode entspringt südlich von Allrode und fließt in nördliche Richtung. Im weiteren Verlauf fließt sie als lebhaft plätschernden Bach parallel zur L93. Im Frühjahr entwickelt sich die Luppbode stellenweise zu einem reißenden Schmelzwasserbach. Sie ist einer der wenigen Nebenbäche, die im Bereich der Bodeschlucht rechtsseitig in die Bode fließen. Die Mündung liegt gegenüber dem Ort Treseburg.

## Fauna
In der Luppbode leben zahlreiche bedrohte Tierarten, wie zum Beispiel die Bachforelle und kleine Schalentiere.

## Zuflüsse
- Steinbornsbach (links)
- Trockenbach (links)